# Edil Rosenqvist
Edil Rosenqvist, né le 11 décembre 1892 à Degerby et mort le 14 septembre 1973 dans la même ville, est un lutteur finlandais, spécialiste de lutte gréco-romaine.

## Palmarès
- Jeux olympiques de 1920 à Anvers (Belgique)
  -  Médaille d'argent dans la catégorie poids mi-lourds.
- Jeux olympiques de 1924 à Paris (France)
  -  Médaille d'argent dans la catégorie poids lourds.